# Emilio Benfele Álvarez
Pour les articles homonymes, voir Emilio Álvarez et Álvarez.
Emilio Benfele, né à Figueras le 15 novembre 1972, est un ancien joueur de tennis professionnel espagnol.

## Palmarès

### Finale en simple messieurs
| No | Date       | Nom et lieu du tournoi   | Catégorie   | Dotation  | Surface      | Vainqueur     | Score              |          |
| -- | ---------- | ------------------------ | ----------- | --------- | ------------ | ------------- | ------------------ | -------- |
| 1  | 24-07-2000 | Generali Open, Kitzbühel | Series Gold | 700 000 $ | Terre (ext.) | Àlex Corretja | 6-3, 6-1, 3-0, ab. | Parcours |

### Finales en double messieurs
| No | Date       | Nom et lieu du tournoi                       | Catégorie   | Dotation  | Surface      | Vainqueurs                     | Partenaire       | Score         |          |
| -- | ---------- | -------------------------------------------- | ----------- | --------- | ------------ | ------------------------------ | ---------------- | ------------- | -------- |
| 1  | 24-09-2001 | Campionati Internazionali di Sicilia Palerme | Int' Series | 375 000 $ | Terre (ext.) | Tomás Carbonell Daniel Orsanic | Enzo Artoni      | 6-2, 2-6, 6-2 | Parcours |
| 2  | 09-09-2002 | Open Romania Bucarest                        | Int' Series | 356 000 $ | Terre (ext.) | Jens Knippschild Peter Nyborg  | Andrés Schneiter | 6-3, 6-3      | Parcours |

## Parcours dans les tournois du Grand Chelem

### En simple
| Année | Open d'Australie | Open d'Australie | Roland-Garros | Roland-Garros     | Wimbledon | Wimbledon     | US Open  | US Open        |
| ----- | ---------------- | ---------------- | ------------- | ----------------- | --------- | ------------- | -------- | -------------- |
| 1995  | -                | -                | 2e tour       | Sergi Bruguera    | 1er tour  | Boris Becker  | -        | -              |
| 1996  | -                | -                | -             | -                 | -         | -             | -        | -              |
| 1997  | -                | -                | 1er tour      | Roberto Carretero | 2e tour   | Sandon Stolle | 1er tour | Grant Stafford |
| 1998  | 1er tour         | Fabrice Santoro  | 2e tour       | Marcelo Ríos      | -         | -             | -        | -              |